# Acsala
Acsala (Ācala vagy Achala esetleg Acalanātha, kínaiul 不動明王 Búdòng Míngwáng, japánul 不動明王 Fudó mjóó), tibetiül མི་གཡོ་བ, szanszkrit अचलनाथ) a vadzsrajána és a kelet-ázsiai buddhizmus egyik közismert alakja, a méhbirodalomi öt bölcsességkirály egyike. További elnevezései: Ācalanātha, Āryācalanātha, Ācala-vidyā-rāja és Caṇḍamahāroṣaṇa. A szanszkrit ācala kifejezés jelentése "mozdíthatatlan", valamint a bodhiszattvává váláshoz vezető tízlépcsős út nyolcadik fokát is acsalának hívják. Az Acsala magszótagja a sziddham írásban a "hāṃ".
Acsala a káprázat megsemmisítője, minden gonosz legyőzője, a buddhizmus védelmezője. Megmozdíthatatlansága arra utal, hogy mozdulatlan tud lenni az érzéki kísértésekkel szemben. Az emberi vágy okozta káprázatot szimbolizálja a tűz is, ami abszolút nem hat rá így eltökélten és mozdulatlanul ül benne. Félelmetes megjelenésétől függetlenül az a feladata, hogy minden lényt támogasson, s Buddha tanításain keresztül vezesse őket az önfegyelemre.
Védelmezőként tekintenek rá, aki segít a célok elérésében. Odaadásuk jeleként az Acsala iránt elkötelezett singon buddhista templomok gyakorta végeznek tűz rituálét.
Aksobhja buddhát -kinek neve szintén "a mozdíthatatlan"- néha összekeverik Acsalával, pedig Acsala nem buddha, hanem a japán singon buddhista rend szerint egyike a Méhbirodalomban megtalálható Öt bölcsességkirálynak.
A Japánban Fudó mjóóként ismert Acsala egyike a Tizenhárom buddhának. Fudó mjóó, a "Mozdíthatatlan Bölcsesség Király" a jamabusik védőszentje is. Általában egy kardot és egy lasszót fog a kezében, rongyokba öltöztetett, egyik foga felfele míg a másik lefele néz, és egy copfja is van (ami leginkább a bal vállára lóg); gyakorta az egyik szemét félig becsukva ábrázolják. Szobrait általában vízesés közelébe vagy barlangokba helyezik illetve hegyek közé rejtik.